# Assistance Association for Political Prisoners
Assistance Association for Political Prisoners, (forkortet AAPP, dansk: Politiske fangers hjælpesammenslutning) er en uafhængig non-profit, NGO menneskerettighedsorganisation, oprettet af tidligere burmesiske, politiske fanger den 23. marts 2000.
AAPPs drabstal fra protester i Myanmar accepteres bredt som meget troværdige, fordi ingen tilføjes på listen, før de er blevet bekræftet med detaljerne offentliggjort på organisationens hjemmeside.